# Fluido non newtoniano
Un fluido non newtoniano (o anche fluido amorfo) è un fluido la cui viscosità varia a seconda dello sforzo di taglio che viene applicato. Di conseguenza, i fluidi non newtoniani non hanno un valore definito di viscosità. Molte soluzioni polimeriche sono fluidi non newtoniani.
Nonostante il concetto di viscosità sia usato comunemente per caratterizzare un materiale, esso risulta inadeguato a descrivere il comportamento meccanico di un fluido non newtoniano.

## Classificazione

Rappresentazione in un diagramma sforzo - velocità di deformazione (d/dt) dei comportamenti che può assumere un fluido.

Il comportamento del fluido in termini reologici può essere messo in evidenza facendo uso di un diagramma sforzo tangenziale-velocità di deformazione.
Si possono avere i seguenti casi:
- se la velocità di deformazione dipende in maniera lineare dallo sforzo di taglio applicato, il fluido è detto "newtoniano";[2]
- se la velocità di deformazione del fluido dipende in maniera non lineare dallo sforzo di taglio applicato, il fluido viene detto "non newtoniano";
- se la viscosità decresce all'aumentare della durata dello sforzo o, in altre parole, se diminuisce nel tempo lo sforzo necessario a mantenere costante la velocità di deformazione, si dice che il fluido è tissotropico;
- se la viscosità cresce all'aumentare della durata dello sforzo, il fluido si dice reopectico o anti-tissotropico;
- se la viscosità decresce all'aumentare della velocità di deformazione si dice che il fluido è assottigliante al taglio o pseudoplastico;
- se la viscosità cresce all'aumentare della velocità di deformazione si dice che il fluido è ispessente al taglio o dilatante;
- se lo sforzo è indipendente dalla velocità di deformazione, il materiale mostra deformazione plastica.[2]
- inoltre i materiali anelastici sono materiali la cui deformazione dipende dal tempo d'applicazione del carico.[senza fonte]

In particolare nel caso dei fluidi non newtoniani, possiamo avere i seguenti casi:
- fluidi pseudoplastici:  Il flusso pseudoplastico è tipicamente osservato nelle soluzioni polimeriche, a differenza dei sistemi plastici, che consistono in particelle flocculate in sospensione. La viscosità di una sostanza pseudoplastica diminuisce con l'aumentare della velocità di taglio.[3]
- fluidi dilatanti:  Alcune sospensioni con un'elevata percentuale di solidi dispersi mostrano una maggiore resistenza al flusso con l'aumento delle velocità di taglio. Tali sistemi, che in realtà aumentano di volume quando vengono tagliati, sono detti dilatanti.[3]

La maggior parte dei fluidi non newtoniani presenta un comportamento pseudoplastico.
Un'altra classificazione che può essere fatta dei fluidi non newtoniani è quella basata sulla variazione del loro comportamento nel tempo:
- tissotropici: all'aumentare del tempo la viscosità diminuisce;
- reopettici: all'aumentare del tempo la viscosità aumenta;
- viscoelastici: se si elimina la forza agente il fluido recupera la forma originaria, per questo vengono detti anche "fluidi con memoria".

## Esempi comuni
Un esempio (economico e non tossico) di fluido non newtoniano e, precisamente, di fluido dilatante, può essere realizzato miscelando acqua e amido di mais (detto anche "maizena") o fecola di patate. L'applicazione di una forza – per esempio stendendo la superficie con un dito o capovolgendo rapidamente il contenitore in cui è posto – induce il fluido a comportarsi come un solido più che come un liquido. Questa è la proprietà di "ispessimento al taglio" (shear thickening) del fluido non newtoniano. Applicando forze più deboli, come il lento inserimento di un cucchiaio nel fluido, lo manterrà nel suo stato liquido. Una persona che si muova velocemente e che applichi una forza sufficiente con i piedi, può effettivamente camminare sopra un tale liquido.
Dal punto di vista pratico, una sostanza definibile come fluido pseudoplastico viene richiesta quando, ad esempio, si devono eseguire processi di verniciatura o serigrafia (esempio: la vernice è fluida finché viene applicata con il pennello o a spruzzo ma diventa molto più viscosa e "non cola" quando la sollecitazione cessa). 
Fluidi come le vernici sono detti pseudoplastici (in inglese shear-thinning, cioè che si assottigliano al taglio).
Altri esempi comuni di fluidi non newtoniani sono rappresentati dal sangue, dall'asfalto, dal dentifricio e, più in generale, dai fluidi polimerici. Tipicamente quindi sono liquidi in sospensione a portare tale caratteristica. Ciò è dovuto alla sparizione dei moti browniani allorquando la sospensione diventa più densa nell'elemento solido rispetto all'elemento liquido, ossia al confine tra liquido in sospensione e solido impregnato, e quindi pur mantenendo all'apparenza la forma liquida è a tutti gli effetti fisicamente un solido.